# زاویه حسن‌خان
زاویه حسن‌خان، روستایی است از توابع بخش مرکزی شهرستان خوی استان آذربایجان غربی ایران.

## جمعیت
این روستا در دهستان فیرورق قرار داشته بر اساس سرشماری سال ۱۳۸۵ جمعیت آن ۱۴۳۱نفر (۳۰۲ خانوار)
بوده‌است.